# نیروی دریایی بیزانس
نیروی دریایی بیزانس (انگلیسی: Byzantine navy) نیروی دریایی امپراتوری بیزانس بود. مانند دولتی که به آن خدمت می‌کرد، ادامه مستقیم سلف رومی خود بود، اما نقش بسیار بزرگتری در دفاع و بقای دولت نسبت به نسخه اولیه خود در امپراتوری روم ایفا کرد. در حالی که ناوگان‌های امپراتوری روم با تهدیدهای دریایی بزرگی روبرو نبودند و به عنوان یک نیروی انتظامی عمل می‌کردند که از نظر قدرت و اعتبار بسیار پایین‌تر از ارتش روم بود، فرماندهی دریا برای وجود دولت بیزانس که چندین مورخ آن را «امپراتوری دریایی» نامیده‌اند، حیاتی شد.
اولین تهدید برای هژمونی روم در دریای مدیترانه توسط وندال‌ها در قرن پنجم میلادی مطرح شد، اما تهدید آنها با جنگ‌های ژوستینین اول در قرن ششم پایان یافت. استقرار مجدد یک ناوگان دائمی و معرفی کشتی جنگی درمون در همان دوره، همچنین نقطه‌ای را نشان می‌دهد که نیروی دریایی بیزانس شروع به فاصله گرفتن از ریشه‌های رومی متأخر خود و توسعه هویت خاص خود کرد. این فرایند با شروع فتوحات اولیه مسلمانان در قرن هفتم میلادی، بیشتر شد. پس از از دست دادن شام و بعدها آفریقا، مدیترانه از یک «دریاچه رومی» به میدان نبردی بین بیزانسی‌ها و مجموعه‌ای از کشورهای مسلمان تبدیل شد. در این نبرد، ناوگان‌های بیزانس نه تنها برای دفاع از متصرفات گسترده امپراتوری در اطراف حوضه مدیترانه، بلکه برای دفع حملات دریایی علیه پایتخت امپراتوری، قسطنطنیه، بسیار مهم بودند. با استفاده از «آتش یونانی» که به تازگی اختراع شده بود، شناخته‌شده‌ترین و ترسناک‌ترین سلاح مخفی نیروی دریایی بیزانس، قسطنطنیه از چندین محاصره نجات یافت و درگیری‌های دریایی متعددی منجر به پیروزی‌های بیزانسی‌ها شد.
در ابتدا، دفاع از سواحل بیزانس و مسیرهای منتهی به قسطنطنیه بر عهده ناوگان بزرگ کرابیزیانو بود. با این حال، به تدریج به چندین ناوگان منطقه‌ای تقسیم شد، در حالی که یک ناوگان مرکزی امپراتوری در قسطنطنیه مستقر بود که از شهر محافظت می‌کرد و هسته اصلی سفرهای دریایی را تشکیل می‌داد. در اواخر قرن هشتم، نیروی دریایی بیزانس، نیرویی سازمان‌یافته و منظم، دوباره قدرت دریایی غالب در مدیترانه بود. درگیری‌ها با نیروی دریایی جهان اسلام با موفقیت‌های متناوب ادامه یافت، اما در قرن دهم، بیزانسی‌ها توانستند در مدیترانه شرقی برتری پیدا کنند.
در طول قرن یازدهم، نیروی دریایی، مانند خود امپراتوری، شروع به زوال کرد. بیزانسی‌ها در مواجهه با چالش‌های دریایی جدید از غرب، به‌طور فزاینده‌ای مجبور شدند به نیروی دریایی دولت-شهرهای ایتالیایی مانند جمهوری ونیز و جمهوری جنوا تکیه کنند که تأثیرات فاجعه‌باری بر اقتصاد و حاکمیت امپراتوری داشت. دوره‌ای از بهبود در دوران سلسله کومننوس، دوره دیگری از زوال را به دنبال داشت که به فروپاشی فاجعه‌بار امپراتوری توسط جنگ صلیبی چهارم در سال ۱۲۰۴ منجر شد. پس از احیای امپراتوری در سال ۱۲۶۱، چندین امپراتور از سلسله پالایولوگان تلاش کردند نیروی دریایی را احیا کنند، اما تلاش‌های آنها فقط تأثیر موقت داشت. امپراتور آندرونیکوس دوم پالایولوگوس حتی نیروی دریایی را به‌طور کامل منحل کرد و به ونیز اجازه داد تا بیزانسی‌ها را در دو جنگ شکست دهد، که اولین آن منجر به پیمان تحقیرآمیزی شد که در آن ونیزی‌ها چندین جزیره را که در طول جنگ از نیروهای بیزانسی تصرف کرده بودند، نگه داشتند و دومی را مجبور کردند تا ونیزی‌ها را به خاطر تخریب محله ونیزی قسطنطنیه به دست ساکنان جنوایی شهر، غرامت بپردازد. در اواسط قرن چهاردهم، ناوگان بیزانس که زمانی می‌توانست صدها کشتی جنگی را به دریا بفرستد، در بهترین حالت به چند ده کشتی محدود شد و کنترل دریای اژه به‌طور قطعی به نیروی دریایی ایتالیا و در قرن پانزدهم به نیروی دریایی نوپای عثمانی منتقل شد. نیروی دریایی تضعیف شده بیزانس تا سقوط قسطنطنیه به دست امپراتوری عثمانی در سال ۱۴۵۳ همچنان فعال بود.